# アヒンサー (U2の曲)
「アヒンサー」（Ahimsa）は、U2が2019年に発表した曲で、シングルリリースされた。

## 概要
アヒンサー（Ahimsa）とはサンスクリット語で「非暴力」という意味。
コラボ相手のA・R・ラフマーンは『スラムドッグ＄ミリオネア』でゴールデングローブ賞作曲賞、アカデミー賞作曲賞を受賞したインド音楽界の巨匠。
2019年9月にニューヨークのエレクトリック・レディ・スタジオでレコーディングされ、その後修正を施されて完成した。コーラスにラフマーンの娘2人が参加している。　2019年12月15日にインドのムンバイで行われたヨシュア・トゥリー・ツアー最終公演では、ラフマーンと2人の娘との共演が実現した。
歌詞にある「wake up to dream」は2010年の夏にジュリアン・レノンとレコーディングを行った際にホワイトボードに書かれた「wake up and dream」という文言を想起させる。

## PV
- 監督：クリス・アーレンツ
- 撮影日：2019年11月
- リリース日：2019年11月28日

ボノのアートワークが使用されている。

## リミックス
- KSHMR Remix(2019)